# Bettina Blumenberg (Hockeyspielerin)
Bettina Blumenberg , verh. Heinicke, (* 20. November 1962 in Braunschweig) ist eine ehemalige deutsche Hockeynationalspielerin.

## Karriere
Bettina Blumenberg begann ihre Karriere 1976 beim  BTSV Eintracht Braunschweig. In den Jahren 1985/86 spielte sie für die Klipper (Hamburg). 1985 gewann sie Gold bei den Europameisterschaften im Hallenhockey in London. Im Folgejahr wurde sie Vizeweltmeister im Feldhockey in Amstelveen. Bei der Teilnahme an den Olympischen Spielen 1988 belegte sie mit der Mannschaft Rang 5.